# Vulnerabilidade da juventude LGBT
Devido à maior vulnerabilidade que jovens lésbicas, gays, bissexuais e transgêneros (LGBT) enfrentam em comparação com seus pares não LGBT, há diferenças notáveis nos riscos à saúde mental e física vinculados às interações sociais de jovens LGBT em comparação às interações sociais de jovens heterossexuais. Os jovens da comunidade LGBT enfrentam maiores riscos não apenas à saúde, mas também à violência e ao bullying, devido à sua orientação sexual, autoidentificação e falta de apoio de instituições na sociedade.

## Estudos de saúde
Os jovens LGBT enfrentam uma variedade de fatores estressantes que afetam sua saúde mental. Devido à tendência da sociedade em discriminar as orientações e identidades sexuais não heterossexuais, os membros da comunidade LGBT têm três vezes mais probabilidade de enfrentar transtornos de saúde mental. Por exemplo, o medo constante de não ser aceite depois de se assumir na sua comunidade pode levar a um transtorno de ansiedade, depressão, TEPT, pensamentos suicidas ou abuso de substâncias. De acordo com a Aliança Nacional para Doenças Mentais (NAMI), os adolescentes LGBT, em particular, “têm 6 vezes mais probabilidades de apresentar sintomas de depressão” do que os seus pares heterossexuais, uma vez que estão apenas a começar a aprender como se assumir perante amigos, familiares e outros associados, enquanto ainda se desenvolvem para se tornarem adultos.
Devido aos estágios cruciais de desenvolvimento que os jovens vivenciam antes da adolescência, é mais provável que o transtorno mental se manifeste se um fator estressante for apresentado. Foi relatado em 2012 que, no mesmo ano, 10% dos jovens na América apresentaram um transtorno de humor, 25% apresentaram um transtorno de ansiedade e 8,3% apresentaram um transtorno de uso de substâncias. Além disso, a terceira principal causa de morte na faixa etária de 10 a 14 anos é o suicídio e a segunda principal causa na faixa etária de 15 a 24 anos. Destas estatísticas, os jovens da comunidade LGBT têm três vezes mais probabilidades de vivenciar e relatar pensamentos suicidas.
Alguns estudos conduzidos não são completamente inclusivos de toda a comunidade LGBT devido ao seu rápido crescimento e expansão. Os Centros de Controle e Prevenção de Doenças realizaram uma Pesquisa de Risco e Comportamento Juvenil (YRBS) de 2015, que entrevistou aproximadamente 1.285.000 jovens LGB de um total de 16.067.000 alunos do 9º ao 12º ano em todo o país e foi capaz de fornecer evidências de maiores vulnerabilidades físicas e mentais entre os jovens da comunidade LGBT.
O inquérito concluiu que 10% dos estudantes LGB foram ameaçados com uma arma em propriedade escolar, 34% foram vítimas de bullying na escola, 28% dos estudantes LGB foram vítimas de bullying eletrónico e 18% sofreram violência física no namoro. Outros 18% dos estudantes LGB foram forçados a ter relações sexuais em algum momento. Esses resultados foram bem-sucedidos em apontar essas vulnerabilidades dos alunos LGB, no entanto, cerca de 514.000 alunos incluídos na pesquisa não tinham certeza de sua “identidade sexual”. De acordo com o CDC, há algumas coisas que a escola pode fazer que são baseadas em evidências e pesquisas para ajudar a escola a se tornar um lugar saudável para todas as crianças, e essas maneiras são: incentivar o respeito por todas as crianças, não importa qual seja sua etnia ou orientação sexual e proibir bullying, assédio ou violência. Em seguida, identifique "locais seguros" no campus para os alunos, como um consultório ou uma sala de aula designada, onde os alunos da comunidade LGBTQ possam encontrar apoio e se sentir seguros, e garanta que o currículo de saúde e a educação sexual estejam atualizados em relação à comunidade LGBTQ e tenham informações sobre prevenção de HIV, DST e gravidez que sejam relevantes para eles.
Outro inquérito realizado pela Campanha pelos Direitos Humanos, intitulado “Crescer LGBT na América”, reconhece as vulnerabilidades enfrentadas por cerca de 10.000 jovens LGBT entre os 13 e os 17 anos Este inquérito concluiu que 4 em cada 10 jovens sentiam que os seus bairros não aceitavam a comunidade LGBT. Além disso, 73% dos jovens inquiridos admitiram ser mais honestos sobre a sua identidade online e 26% identificaram os seus maiores “problemas” como estando relacionados com o facto de serem assumidos e aceites em casa e/ou na escola. O contraste que este inquérito faz com os 22% de jovens não LGBT que identificaram os seus maiores “problemas” como estando relacionados com o meio académico, demonstra as diferentes mentalidades presentes nos dois grupos, representando assim os diferentes efeitos mentais que os jovens LGBT experienciam.

## Impacto da COVID-19
Faltam dados sobre a COVID na comunidade LGBTQ+ devido ao facto de muitos sistemas nacionais de recolha de dados negligenciarem a recolha de dados sobre orientação sexual e/ou identidades de género.

### Sistemas dos EUA durante a COVID-19
40% das pessoas LGBTQ nos EUA trabalham em empregos na indústria de serviços, em comparação com 22% das pessoas não LGBTQ. Em comparação com pessoas não LGBTQ, as pessoas LGBTQ têm 5% mais probabilidades de não ter acesso a seguro de saúde (17% vs. 12%) e 6% mais probabilidades de enfrentar a pobreza (22% vs. 16%). Os pais do mesmo sexo e os pais LGBTQ solteiros e as suas famílias têm pelo menos o dobro de probabilidades de viver na pobreza em comparação com os seus homólogos não LGBTQ. Isto sugere que as pessoas LGBTQ são particularmente vulneráveis a mudanças na situação financeira, laboral e de seguro de saúde como resultado da COVID-19.

## Predisposições de doenças em minorias sexuais e de gênero
Foi demonstrado que pessoas classificadas como minoria sexual apresentam taxas significativamente mais altas de condições subjacentes que podem levar a doenças graves relacionadas à COVID e à morte. Estes incluem acidente vascular cerebral (4,7%), doença renal (4,7%), doença cardíaca (8,0%), cancro (9,2%), doença pulmonar obstrutiva crónica (10,3%), diabetes (12,5%), asma (13,8%), tabagismo (22,1%), obesidade (34,1%) e hipertensão (35,7%). As altas taxas de problemas de saúde mental em minorias sexuais e/ou de género podem conduzir a resultados físicos, utilização de cuidados de saúde e adesão ao tratamento precários relacionados com a COVID.

### Juventude nas Escolas
Estima-se que um terço dos jovens LGBTQ sofram rejeição parental. O suicídio e a depressão são mais prováveis entre os jovens LGBTQ (8 e 6 vezes, respectivamente) que são rejeitados pelos seus pais. O encerramento das escolas durante a pandemia pode ter confinado os jovens LGBTQ a ambientes traumáticos. Os jovens LGBTQ, especialmente os jovens LGBTQ que são minorias raciais e étnicas, os sem-abrigo, os imigrantes sem documentos ou os provenientes de contextos de baixo estatuto socioeconómico, que utilizam serviços de saúde mental fornecidos pela escola também foram colocados em risco.

### Diferenças na vulnerabilidade entre subgrupos
Existe diversidade dentro da comunidade LGBT, e a comunidade pode aceitar mais alguns membros do que outros. Os jovens LGBT que também são minorias raciais e étnicas podem ser alvo de preconceito por parte dos membros brancos da comunidade LGBT. Além disso, os jovens LGBT podem ser rejeitados por suas comunidades raciais e étnicas. Algumas comunidades de cor podem não aceitar os jovens LGBT porque a homossexualidade é vista como um reflexo dos ideais da sociedade branca e urbana. Os jovens LGBT de cor podem ter dificuldades em integrar a sua identidade devido às suas crenças religiosas. Por exemplo, a comunidade latina pratica tradicionalmente o catolicismo – uma religião que considera a homossexualidade um pecado.
Indivíduos bissexuais também podem enfrentar rejeição de outros membros da comunidade LGBT. A homofobia levou a que a nossa sociedade dicotomizasse a orientação sexual (homossexual ou heterossexual) em vez de encarar a orientação sexual como uma construção variável. Indivíduos transgêneros têm uma identidade de gênero que não corresponde ao seu sexo biológico e podem pertencer a qualquer orientação sexual. Os indivíduos transgénero são vítimas de violência em taxas mais elevadas do que os jovens lésbicas, gays e bissexuais e também apresentam piores resultados em termos de saúde mental.

### Problemas de saúde mental entre jovens de minorias de gênero
Foi demonstrado que jovens transgêneros entre 12 e 29 anos têm três vezes mais probabilidade de apresentar um diagnóstico de depressão/ansiedade ou ideação/tentativa de suicídio. Além disso, demonstrou-se que eles têm quatro vezes mais probabilidade de se envolverem em automutilação em comparação com os jovens cisgénero. Outro estudo entre jovens transgêneros canadenses descobriu que havia 5 vezes mais risco de pensamentos suicidas entre jovens transgêneros de 14 a 18 anos, com quase dois terços tendo considerado suicídio no ano anterior. Em comparação com menos de um em cada cinco estudantes na população em geral, três quartos dos jovens de 14 a 18 anos relataram automutilação no ano passado. Esses jovens apresentam pior sintomatologia do que os jovens lésbicas, gays ou bissexuais. e os jovens não binários apresentaram consistentemente a pior saúde mental em média.

## Prevenção de resultados negativos em saúde mental para jovens LGBT

### Direitos Escolares
As escolas devem promulgar regulamentos antidiscriminação para estudantes LGBT. Os administradores escolares devem criar comunidades seguras para que os alunos e o pessoal possam trabalhar abertamente. Os distritos e o pessoal devem realizar formações para garantir a competência cultural no ensino de jovens LGBT e na protecção contra incidentes de intimidação relacionados com LGBT.

### Conselheiros escolares
Os orientadores escolares devem ser educados sobre as questões que os alunos LGBT enfrentam e estar cientes dos seus próprios preconceitos. Os orientadores escolares não devem presumir que os alunos são heterossexuais e é importante que usem uma linguagem neutra em termos de género quando questionam os alunos sobre as suas relações. Os orientadores escolares podem exibir livros e cartazes LGBTQ para sinalizar aos alunos que seu escritório é um espaço seguro. Os conselheiros escolares também podem fornecer psicoeducação ao corpo docente e aos administradores escolares sobre o risco de vitimização entre os alunos LGBTQ e defender a segurança de todos os alunos.

### Líderes em escolas e comunidades
As escolas são encorajadas a abordar o bullying de forma proativa e a educar os alunos sobre políticas antibullying. Se ainda não existirem políticas em vigor, as escolas devem promulgar políticas que proíbam o assédio. As escolas devem ter GSA para apoiar os alunos LGBT, bem como promover um clima escolar mais receptivo. Se os líderes escolares e comunitários disponibilizassem programas para jovens LGBT na comunidade e pudessem contactar grupos como o Trevor Project para obter educação sobre esses tópicos.

### Pais
Os pais também são encorajados a adotar uma abordagem proativa e a deixar que os seus filhos saibam que são amados independentemente da orientação sexual e identidade de género. Quando as crianças se assumem LGBT, os pais devem reagir com apoio.

### Terapia hormonal de afirmação de gênero
A Terapia Hormonal de Afirmação de Gênero (GAHT) envolve tomar bloqueadores hormonais ou suplementar hormônios para prevenir o desenvolvimento de características físicas relacionadas ao sexo atribuído no nascimento e/ou induzir características físicas do sexo desejado.
Um estudo de 2 anos sobre adolescentes com disforia de gênero mostrou que os bloqueadores da puberdade diminuíram significativamente a depressão e aumentaram o funcionamento mental geral. Um estudo de acompanhamento revelou que a mesma população que passou a receber GAHT e/ou cirurgia de redesignação sexual relatou que a disforia de gênero foi resolvida, a função psicológica geral melhorou e a sensação de bem-estar não apresentou diferenças significativas em relação à população em geral. Um estudo realizado com jovens transgêneros e não binários descobriu que o GAHT estava associado a menores probabilidades de depressão e ideação suicida grave em comparação com aqueles que não receberam GAHT.
Além disso, foi encontrada uma probabilidade significativamente menor de ideação suicida ao longo da vida em adultos transgêneros que foram tratados com bloqueadores da puberdade na adolescência, em comparação com aqueles que não foram.

## Mídia
Plataformas online se tornaram uma forma de comunicar pontos de vista comuns e incomuns globalmente. Hashtags e campanhas são métodos atuais de divulgação de questões e tópicos públicos. À medida que a comunidade LGBT utiliza plataformas online para interagir com a sociedade e realizar campanhas que defendem a comunidade, ela abraça a vulnerabilidade para superá-la.
O Dia Nacional da Saída do Armário acontece em 11 de outubro e é um dia para indivíduos LGBT revelarem voluntariamente sua orientação ou identidade sexual. Isso pode acontecer de muitas maneiras, incluindo, mas não se limitando a, anúncios nas redes sociais e divulgação para familiares próximos. Devido às atuais plataformas tecnológicas que permitem redes sociais, grande parte do Dia Nacional da Saída do Armário pode ser observado em sites como Facebook, Twitter, Instagram e YouTube. A Campanha pelos Direitos Humanos realizou uma pesquisa que monitoriza o impacto do Dia Nacional da Saída do Armário em todo o país. 91% dos jovens LGBT que participaram do inquérito revelaram-se homossexuais aos amigos próximos e relataram uma maior felicidade geral à medida que continuaram a viver nas suas comunidades e a interagir com amigos, familiares e colegas de turma.
Outro feriado que foi criado para celebrar a comunidade LGBTQ e é comemorado no mês de outubro é chamado de Mês da História LGBT, criado em outubro de 1994 por Rodney Wilson, o primeiro professor assumidamente gay no Missouri. Em 2009, o presidente dos EUA, Barack Obama, tornou-o oficialmente um Mês da História Nacional, dedicando-se a aprender sobre os direitos LGBTQ, expressando abertura e celebrando a comunidade LGBTQ. Existem outros países além dos Estados Unidos que homenageiam o mês, como o Reino Unido, a Hungria, o Brasil, o Canadá e a Austrália.
Uma iniciativa semelhante realizada online na comunidade LGBT é o Dia Internacional da Visibilidade Transgênero. Este dia acontece em 31 de março e reconhece indivíduos transgêneros em um esforço para empoderar aqueles que se identificam como transgêneros na comunidade LGBT. Rachel Crandell fundou este dia em 2009 e desde então tem lutado contra o “cissexismo” e a “transfobia”. Iniciativas como o Dia Nacional da Saída do Armário e o Dia Internacional da Visibilidade Transgénero são lembretes públicos do potencial que as redes sociais têm na educação das massas e na sensibilização da comunidade LGBT.

## Organizações de apoio
- Audre Lorde Project
- The Trevor Project
- It Gets Better Project
- Keith Haring Foundation